# 松岡澄
松岡 澄（まつおか すみ、1924年 - ）は、日本の医学者。徳島大学医学部卒業。元徳島文理大学家政学部教授。元徳島県衛生研究所所長。

## 経歴
徳島大学医学部を経て徳島県衛生研究所へ入所。同研究所所長を退職後、徳島文理大学家政学部教授に就任。

## 文献
- 『某銅精錬工場周辺の水銀汚染調査』（藤井信男、産業医学 12(6), 270-271, 1970-07-20、日本産業衛生学会）